# Малостепновский
Малостепно́вский — посёлок в Александровском районе (муниципальном округе) Ставропольского края России.

## География
Расположен в пределах Ставропольской возвышенности, являющейся частью Предкавказской равнины, на высоте 291 м над уровнем моря. Протяжённость границ посёлка — 565 м с севера на юг и 321 м с запада на восток.
Находится в 103 км к юго-востоку от краевого центра, в 18 км к востоку от районного центра и в 13 км к северо-востоку от административного центра поселения. Ближайшие населённые пункты — хутора Репьевая (7 км), Всадник (10 км), Жуковский (11 км).
В 2 км к северу от Малостепновского проходит Александровский канал, впадающий справа в реку Томузловка.

## История
Основан в начале 1930-х годов на базе третьего отделения Ставропольского военного конного завода (с 1948 года — Ставропольский конный завод № 170), выращивавшего лошадей для кавалерии:166. Соответствующее наименование — 3-е отд. Конзавода — присутствует, в частности, на топографической карте 1941 года РККА Юга России. Впоследствии этот населённый пункт получил название хутор Дом Чабана, возникшее в связи с тем, что приблизительно в 1920-х годах здесь был построен домик неизвестного чабана.
Долгое время население хутора проживало в землянках. Первые жилые дома появились только в 1950-х годах, в период освоения целинных земель в Ставропольском крае. Тогда же хутор был обеспечен электроэнергией, его жители начали пользоваться бытовыми приборами, стало доступным радиовещание.
После того, как в 1953 году Ставропольский конный завод был преобразован в многоотраслевое предприятие:172, значительно расширились объёмы производимых им зерна и продуктов животноводства, получила развитие социальная сфера. К первой половине 1960-х годов завод имел 6 производственных подразделений, размещённых на хуторах Дом Чабана, Всадник, Кавказский (упразднён в 1981 году), Репьевая, Ледохович и Средний (до 1965 года здесь находилась центральная усадьба предприятия). В каждом из этих населённых пунктов были построены клубы, детские сады, школы, столовые:380.
На 1 марта 1966 года хутор входил в состав территории сельсовета Конезавода № 170 с центром в хуторе Новокавказский:7.
9 февраля 1972 года, в соответствии с Указом Президиума Верховного Совета РСФСР, хутор Дом Чабана был переименован в посёлок Малостепновский. По состоянию на июнь 1972 года в границах посёлка располагались молочно-товарная ферма на 135 голов дойного стада и несколько кошар, где содержалось более 4 тыс. овец. Машинно-тракторный парк включал в себя 16 комбайнов, 27 тракторов, а также сеялки, плуги и другие прицепные орудия.
На 1 января 1983 года посёлок числился в составе Новокавказского сельсовета с центром в хуторе Новокавказский:9.
До 16 марта 2020 года посёлок Малостепновский вместе с посёлком Новокавказский, хуторами Репьевая и Петровка входил в состав территории муниципального образования Новокавказский сельсовет, наделённого статусом сельского поселения.

## Население
| 1989 | 2002 | 2010 | 2014 | 2021 | 2023 |
| ---- | ---- | ---- | ---- | ---- | ---- |
| 214  | ↘117 | ↘25  | ↗40  | ↘14  | ↗29  |

По результатам Всероссийской переписи 2010 года в Малостепновском значилось 25 человек, из них 11 мужчин (44 %) и 14 женщин (56 %).
К 1 января 2017 года, согласно сведениям районной администрации, численность населения посёлка составила 42 человека. На тот момент он продолжал оставаться самым малочисленным среди населённых пунктов, входящих в состав Новокавказского сельсовета.
Национальный состав
По данным переписи 2002 года в национальной структуре населения русские составляли 43 %.

## Инфраструктура
Находится на землях сельскохозяйственного назначения, предназначенных для сельскохозяйственного производства. Со всех сторон окружён земельными участками, принадлежащими другим собственникам. Уличная сеть в посёлке отсутствует.
Вместе с хутором Репьевая относится к сельским населённым пунктам Александровского района, не имеющим связь по дорогам с твёрдым покрытием с сетью дорог общего пользования Ставропольского края.
Ближайшие остановочные пункты по автобусным маршрутам регулярных перевозок расположены на хуторе Всадник (маршрут № 103 «с. Александровское — х. Всадник») и в посёлке Новокавказский (маршрут № 106 «с. Александровское — х. Средний»); ближайшие аэропорт и железнодорожная станция — в городе Минеральные Воды. Ближайших водных портов нет.

## Связь
По состоянию на 1 апреля 2018 года Малостепновский находится вне зоны покрытия сотовой сети.
Посёлок входит в перечень поселений (населённых пунктов) Ставропольского края с численностью населения менее трёх тысяч человек, в которых отсутствует точка доступа к информационно-телекоммуникационной сети «Интернет».
Ближайшее отделение почтовой связи находится на хуторе Всадник.